# پری‌شاهرخ گلوسیاه
پری‌شاهرخ گلو سیاه (نام علمی: Oriolus xanthonotus) نام یک گونه از سرده پری‌شاهرخ است.